# Linda Jap Tjoen San
Linda Jap Tjoen San (* 1. September 1977 in den Niederlanden) ist eine niederländische Schachspielerin.

## Leben
Ihre Mutter ist Niederländerin, ihr Vater stammt aus Suriname. Sie ist verheiratet mit dem Internationalen Meister Edwin van Haastert.

## Erfolge
1991 gewann sie (geteilt) die niederländische U14-Einzelmeisterschaft der weiblichen Jugend, 1993 in Nijmegen die niederländische U-16-Einzelmeisterschaft der weiblichen Jugend. 1995 gewann sie mit der niederländischen Juniorennationalmannschaft (U20) den Faber Cup in Magdeburg. Bei einem Turnier im Rahmen des Hoogovens Open 1997 in Wijk aan Zee gelang ihr ein Sieg gegen Dawid Bronstein, der jedoch zu diesem Zeitpunkt schon ein paar Jahre nicht mehr aktiv am Turnierbetrieb teilgenommen hatte. Bei der niederländischen Einzelmeisterschaft der Frauen 1998 in Rheden belegte sie den dritten Platz. Mit der niederländischen Frauennationalmannschaft nahm sie an zwei Schacholympiaden als Reservespielerin teil: 1998 in Elista und 2000 in Istanbul. Im März 2005 gewann sie in Alphen aan den Rijn die niederländische Frauenmeisterschaft im Schnellschach. Die niederländische Frauenmeisterschaft im Blitzschach konnte sie 2005 und 2007 gewinnen.
Vereinsschach spielte sie in Deutschland in den Jahren 1998 bis 2000 für Weiße Dame Borbeck in der 2. Frauenbundesliga West. In den Niederlanden spielt sie für die LSG (Leidsch Schaakgenootschap) aus Leiden, bei der sie in der Saison 2010/11 auch einen Einsatz in der Meesterklasse, der höchsten niederländischen Spielklasse hatte. Beim European Club Cup der Frauen 2015 in Skopje spielte sie für Stukkenjagers Tilburg, beim European Club Cup 2018 in der offenen Gruppe in Porto Carras für Leiden.
Sie trägt seit November 2000 den Titel Internationaler Meister der Frauen (WIM). Eine Norm für diesen Titel erzielte sie zum Beispiel 1998 beim Lost-Boys-Open in Antwerpen.